# Alexander Canario
Alexander Canario (Monte Cristi, República Dominicana, 7 de mayo de 2000) es un jugador profesional dominicano de béisbol que se desempeña en la posición de jardinero izquierdo en Pittsburgh Pirates,equipo de las Grandes Ligas de Béisbol (MLB).

## Carrera
En 2023, Canario hizo su debut en la MLB con el equipo Chicago Cubs, donde lleva jugando dos temporadas.